# كلود دوبويس (مغني)
كلود دوبويس هو مغني ومغن مؤلف كندي، ولد في 24 أبريل 1947 في مونتريال في كندا.

## وصلات خارجية
- الموقع الرسمي
- كلود دوبويس على موقع IMDb (الإنجليزية)
- كلود دوبويس على موقع ميوزك برينز (الإنجليزية)
- كلود دوبويس على موقع أول ميوزيك (الإنجليزية)
- كلود دوبويس على موقع ديسكوغز (الإنجليزية)
- كلود دوبويس على موقع قاعدة بيانات الفيلم (الإنجليزية)